# Annestine Beyer
Anna Kirstine (Annestine) Margrethe Beyer (1795-1884) est une pédagogue réformiste danoise, pionnière de l'éducation des femmes.
Ses parents étaient le propriétaire de l'usine sucrière Hans Petri Beyer (vers 1747–1806) et Elisabeth Smith Aarøe (* vers 1763). Elle a fait ses études à Døtreskolen af 1791. À l'âge adulte, elle a été employée comme enseignante dans la même école. Convaincue de l'importance de l'éducation des femmes et désireuse de mettre ses idées de réformes en pratique, elle aurait dominé l'école et placé le directeur actuel à l'arrière-plan. À cette époque, cependant, les possibilités pour les femmes de s'instruire étaient très limitées et les établissements d'enseignement qui leur étaient ouverts étaient largement limités à la capitale de Copenhague. La plupart des enseignantes au Danemark au début du XIXe siècle étaient employées comme gouvernantes plutôt que dans les écoles,.